# Siviya
Siviya est une ville du Botswana.